# Valgipes bucklandi
Valgipes bucklandi és una espècie extinta de mamífer pilós de la família dels milodòntids que visqué a Sud-amèrica durant el Plistocè. Se n'han trobat restes fòssils als estats brasilers de Bahia, Minas Gerais i Rio Grande do Norte, així com a l'Uruguai. Es tracta de l'única espècie reconeguda del gènere Valgipes. Era un peresós de mida mitjana que pesava centenars de quilograms. Es nodria de fulles, brots, arrels i fruita. Fou anomenat en honor del teòleg, geòleg i paleontòleg britànic William Buckland.